# Ranchal
Ranchal est une commune française, située dans le département du Rhône en région Auvergne-Rhône-Alpes.

## Géographie
Le village est situé dans le haut Beaujolais. Il est limitrophe avec les communes de Belmont-de-la-Loire et de Belleroche, communes du département de la Loire.

### Climat
Pour des articles plus généraux, voir Climat d'Auvergne-Rhône-Alpes et Climat du Rhône.
En 2010, le climat de la commune est de type climat des marges montargnardes, selon une étude du Centre national de la recherche scientifique s'appuyant sur une série de données couvrant la période 1971-2000. En 2020, Météo-France publie une typologie des climats de la France métropolitaine dans laquelle la commune est exposée à un climat de montagne ou de marges de montagne et est dans une zone de transition entre les régions climatiques « Centre et contreforts nord du Massif Central » et « Nord-est du Massif Central ». 
Pour la période 1971-2000, la température annuelle moyenne est de 9,6 °C, avec une amplitude thermique annuelle de 15,6 °C. Le cumul annuel moyen de précipitations est de 1 069 mm, avec 12,3 jours de précipitations en janvier et 8,5 jours en juillet. Pour la période 1991-2020, la température moyenne annuelle observée sur la station météorologique de Météo-France la plus proche, « Saint-Didier-Beaujeu », sur la commune de Saint-Didier-sur-Beaujeu à 12 km à vol d'oiseau, est de 11,2 °C et le cumul annuel moyen de précipitations est de 934,2 mm,. Pour l'avenir, les paramètres climatiques de la commune estimés pour 2050 selon différents scénarios d'émission de gaz à effet de serre sont consultables sur un site dédié publié par Météo-France en novembre 2022.

## Urbanisme

### Typologie
Au 1er janvier 2024, Ranchal est catégorisée commune rurale à habitat dispersé, selon la nouvelle grille communale de densité à sept niveaux définie par l'Insee en 2022.
Elle est située hors unité urbaine. Par ailleurs la commune fait partie de l'aire d'attraction de Cours, dont elle est une commune de la couronne,. Cette aire, qui regroupe 4 communes, est catégorisée dans les aires de moins de 50 000 habitants,.

### Occupation des sols
L'occupation des sols de la commune, telle qu'elle ressort de la base de données européenne d’occupation biophysique des sols Corine Land Cover (CLC), est marquée par l'importance des forêts et milieux semi-naturels (67,4 % en 2018), en diminution par rapport à 1990 (69,2 %). La répartition détaillée en 2018 est la suivante : 
forêts (64,2 %), prairies (30,3 %), milieux à végétation arbustive et/ou herbacée (3,1 %), zones urbanisées (2,3 %). L'évolution de l’occupation des sols de la commune et de ses infrastructures peut être observée sur les différentes représentations cartographiques du territoire : la carte de Cassini (XVIIIe siècle), la carte d'état-major (1820-1866) et les cartes ou photos aériennes de l'IGN pour la période actuelle (1950 à aujourd'hui).

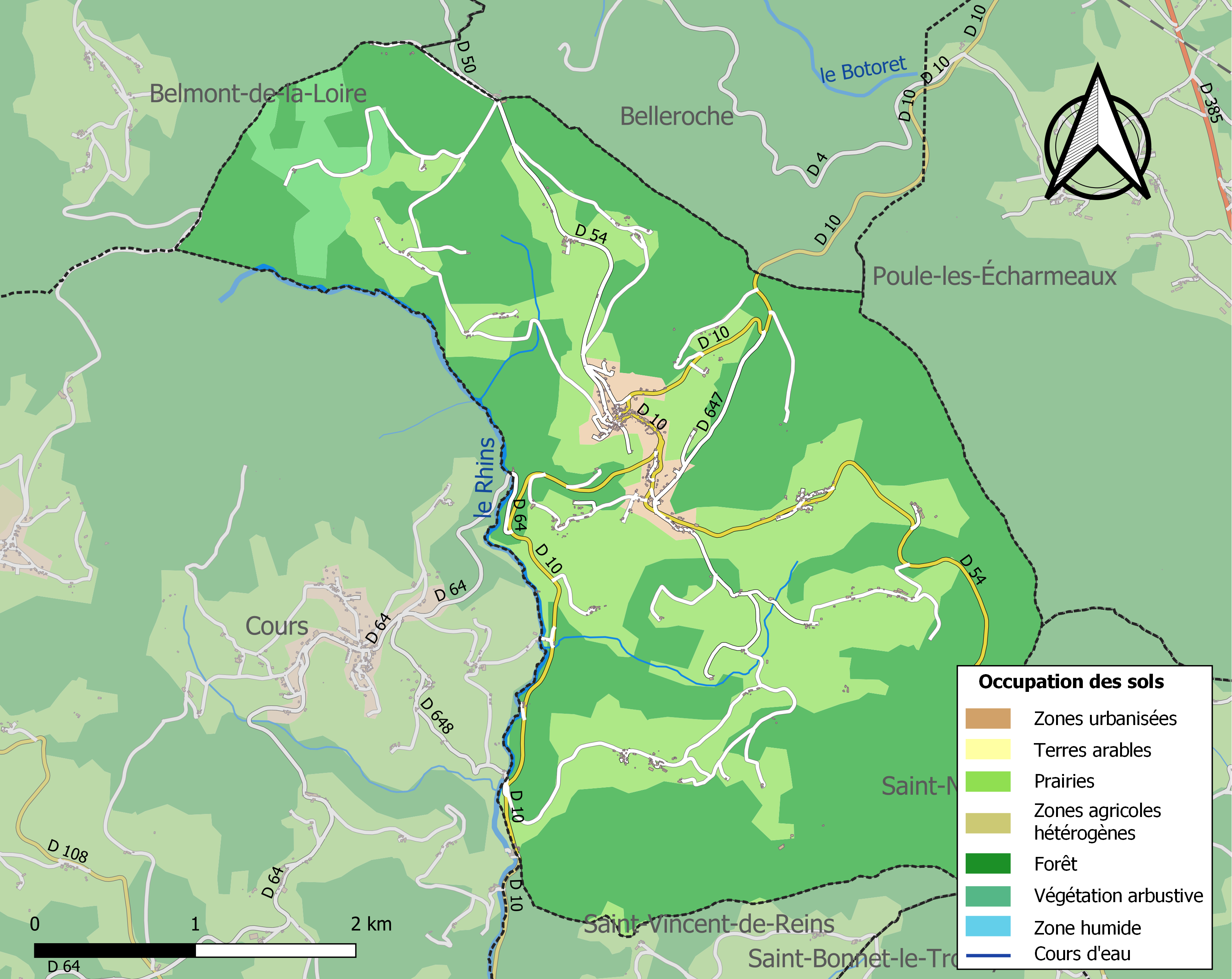
Carte des infrastructures et de l'occupation des sols de la commune en 2018 (CLC).

## Politique et administration

### Administration municipale
| Période                                  | Période   | Identité         | Étiquette | Qualité |
| ---------------------------------------- | --------- | ---------------- | --------- | ------- |
| 2018                                     | en cours  | Jacques de Bussy |           |         |
| 2014                                     | 2018      | Denis Longin     |           |         |
| 2008                                     | mars 2014 | Éliane Bernard   |           |         |
| 2001                                     | 2008      | Denis Longin     |           |         |
| 1995                                     | 2001      | Albert Burnichon |           |         |
| 1977                                     | 1995      | Antoine Cugnet   |           |         |
| Les données manquantes sont à compléter. |           |                  |           |         |

### Intercommunalité
Ranchal fait partie de la communauté d'agglomération de l'Ouest Rhodanien.

## Démographie
L'évolution du nombre d'habitants est connue à travers les recensements de la population effectués dans la commune depuis 1793. Pour les communes de moins de 10 000 habitants, une enquête de recensement portant sur toute la population est réalisée tous les cinq ans, les populations de référence des années intermédiaires étant quant à elles estimées par interpolation ou extrapolation. Pour la commune, le premier recensement exhaustif entrant dans le cadre du nouveau dispositif a été réalisé en 2007.

En 2022, la commune comptait 311 habitants, en évolution de −1,89 % par rapport à 2016 (Rhône : +3,93 %, France hors Mayotte : +2,11 %).
| 1793  | 1800  | 1806  | 1821  | 1831  | 1836  | 1841  | 1846  | 1851  |
| ----- | ----- | ----- | ----- | ----- | ----- | ----- | ----- | ----- |
| 1 021 | 1 007 | 1 093 | 1 096 | 1 124 | 1 262 | 1 398 | 1 405 | 1 375 |

| 1856  | 1861  | 1866  | 1872  | 1876  | 1881  | 1886  | 1891  | 1896  |
| ----- | ----- | ----- | ----- | ----- | ----- | ----- | ----- | ----- |
| 1 284 | 1 403 | 1 348 | 1 317 | 1 314 | 1 261 | 1 165 | 1 191 | 1 156 |

| 1901  | 1906  | 1911 | 1921 | 1926 | 1931 | 1936 | 1946 | 1954 |
| ----- | ----- | ---- | ---- | ---- | ---- | ---- | ---- | ---- |
| 1 084 | 1 003 | 895  | 723  | 670  | 615  | 595  | 485  | 447  |

| 1962 | 1968 | 1975 | 1982 | 1990 | 1999 | 2006 | 2007 | 2012 |
| ---- | ---- | ---- | ---- | ---- | ---- | ---- | ---- | ---- |
| 380  | 347  | 282  | 293  | 218  | 267  | 310  | 316  | 311  |

| 2017 | 2022 | - | - | - | - | - | - | - |
| ---- | ---- | - | - | - | - | - | - | - |
| 319  | 311  | - | - | - | - | - | - | - |

En 2013  les 309 habitants de la commune sont pour 151 des femmes et 158 des hommes. 106 ont moins de 30 ans, 108 de 30 à 59 ans et 97 60 ans et plus.

### Logements
Il existe 284 logements dans la commune, dont 137 résidences principales, 112  résidences secondaires ou occasionnelles et 35 logements vacants. 268 sont des maisons et 13 des appartements. Les 137 occupants des résidences principales sont pour 111 propriétaires et 26 locataires ou logés gratuitement.

## Économie et emploi

### Population active et emploi
La population active de la commune est de 125 personnes, soit 72,8 % des 15 à 64 ans.  (66,5% ont un emploi et 6,4 % sont chômeurs).  7,5 % de la population sont des élèves ou étudiants et 12,1 % des retraités ou préretraités. Les 118 personnes qui ont un emploi sont pour 95 des salariés et pour 23 des non-salariés.

### Activité économique dans la commune
Le nombre d’emplois sur le territoire communal est de 37 (36 en 2008), dont 21 sont des emplois salariés et 16 des non-salariés.
Il existe, au 31 décembre 2014,  30 établissements dans la commune : 11 appartiennent au secteur de l’agriculture,  1 à celui de la construction, 16 au commerce, transport et services divers, 2 à l’administration publique, à l’enseignement, à la santé, à l’action sociale. 23 établissements n’emploient aucun salarié, 7 en ont de 1 à 9.

## Culture locale et patrimoine

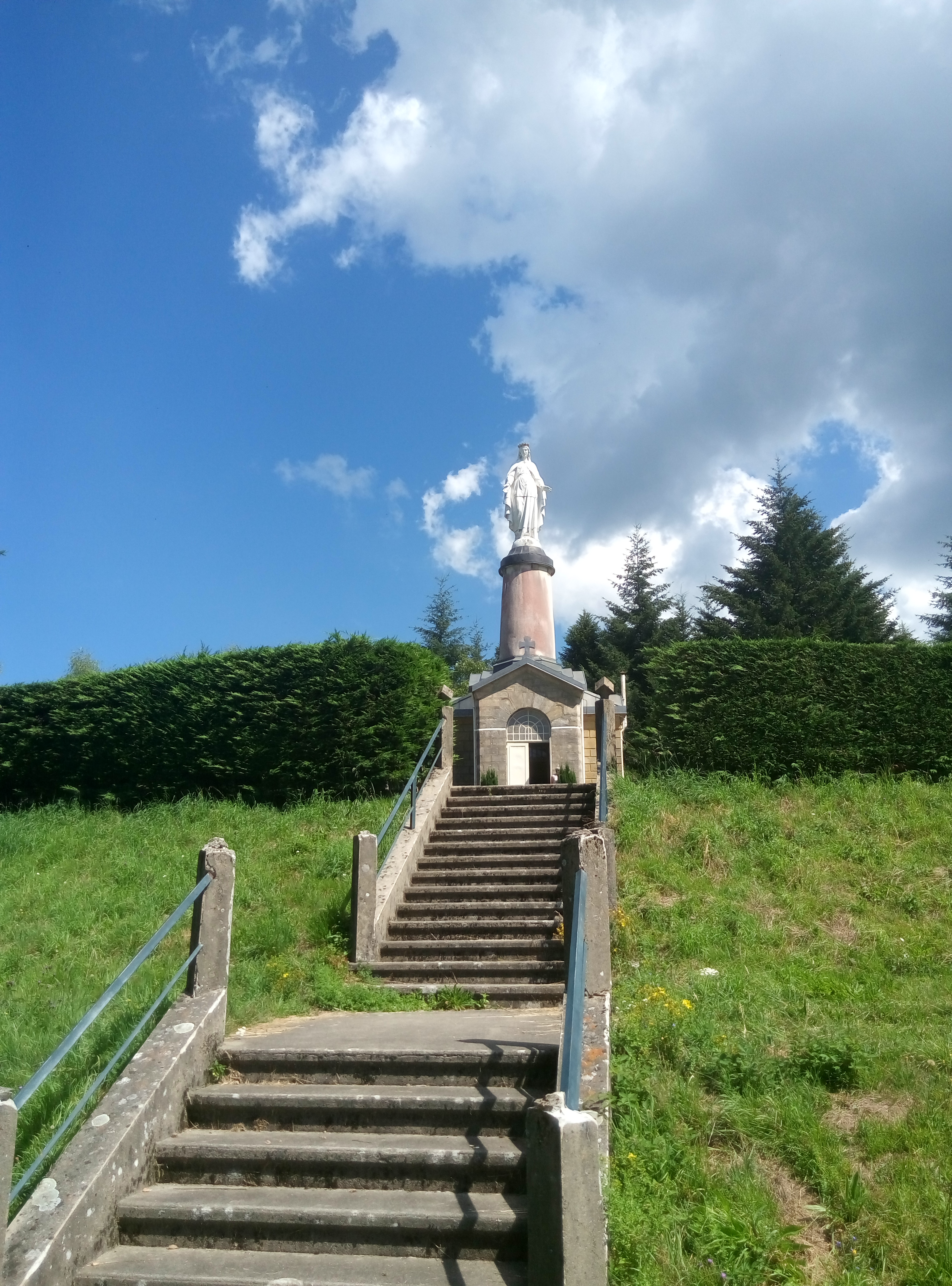
Chapelle Notre-Dame de la Rochette.

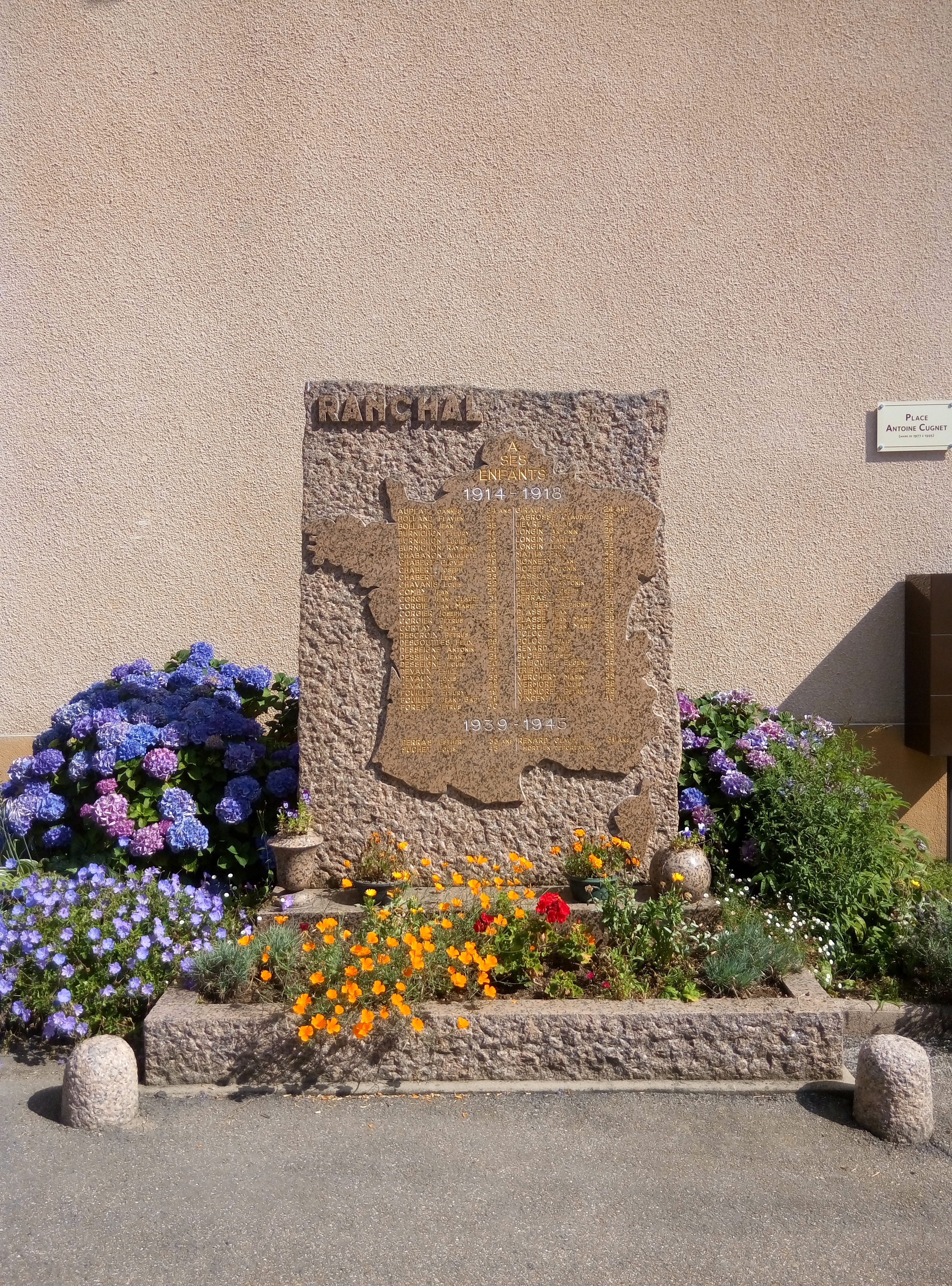
Monument aux morts de Ranchal.

### Lieux et monuments
- Notre-Dame-de-la-Rochette : chapelle dédiée à la Sainte Vierge, construite au XIXe siècle grâce en partie à un don de l'impératrice Eugénie. La statue de la Madone est l'œuvre de Fabisch, le célèbre artiste qui sculpta la vierge de Fourvière à Lyon en 1851.
- Col des Écorbans en limite de la commune et du département.
- Camp militaire allemand construit en 1942 et dynamité lors de son abandon ; utilisé dans un réseau d'antennes radar.

- Centre de vacances des EEDF au lieu-dit les Trembles, qui accueille des jeunes et des camps toute l'année.

### Personnalités liées à la commune
- Pierre-Marie Belmont (1838-1921), vicaire à Ranchal puis évêque de Clermont.

### Héraldique
| Blason de Ranchal | Blason  | De gueules à la bande ondée cousue d'azur* accompagnée de l'église du lieu d'or en chef, et d'une roue de moulin du même en pointe |
| Blason de Ranchal | Détails | - La bande ondée d'azur symbolise le Rhins, rivière qui prend sa source dans la commune. - L'église, blasonée "du lieu" est une représentation de celle qui se situe sur la commune. - La roue fait référence aux nombreux moulins qui fonctionnaient autrefois sur les bords des cours d'eau de la commune. * Ces armes emploient le terme « cousu » dans le seul but de contrevenir à la règle de contrariété des couleurs : elles sont fautives (même pour symboliser une rivière, il n'est pas permis de juxtaposer de l'azur sur du gueules en héraldique). |